# Beau Jocque
Beau Jocque (rodným jménem Andrus J. Esprit) byl americký zydeco hudebník aktivní v 90. letech 20. století.
Byl známý pro svůj chraplavý hlas, mícháním různých žánrů spolu se zydecem a mocnou energií hudby, kterou hrál. Beau Jocque byl na vrcholu své kariéry, když zemřel na infarkt, který ho zastihl v autě. Je pohřben na Saint Matildas Cemetery, v Eunice ve státě Louisiana.

## Životopis
Beau Jocque se narodil 1. listopadu 1953 pod jménem Andrus J. Espre. Strávil devět let ve letectvu, poté jako elektrikář a svářeč. Po úrazu v práci, který ho přinutil zůstat nějaký čas na lůžku začal hrát na akordeon. Brzy poté založil kapelu ve které hrála i jeho manželka Shelley, a to na valchu. Roku 1989, dva roky po úrazu, byl Esprit jednou z největších hvězd zydeca.
Svůj pseudonym „Beau Jocque“ si vybral kvůli své velikosti (204 cm výška a 123 kg váha), v louisianské kreolštině to znamená „Velký chlap“. Po několika letech provedl revoluci v celém žánru zydeco, když začal se svojí kapelou Hi-Rollers přidávat do své tvorby funkové a rockové prvky. Avšak po pár letech regionální slávy zemřel 10. září 1999 na infarkt.